# Burg Himlštejn
Himlštejn, auch Nebesa, Nebeská skála (deutsch Himmelstein, auch Altes Schloss) wird die Ruine einer gotischen Burg bei Stráž nad Ohří (Warta an der Eger) im Erzgebirge in Tschechien genannt. Sie befindet sich auf dem Gipfel eines schroffen Basaltkegels am Südhang des Erzgebirges. Von der einst stattlichen Burganlage sind nur noch wenige Reste erhalten.

## Geschichte
Erstmals erwähnt wurde die Burg Himmelstein im Jahre 1434, als ein „Wilhelm Ilburg uf Hymmelstein“ genannt wurde.  1437 war der Besitzer Heinrich von Weiden. Da er jedoch zu den Gegnern von Georg von Podiebrad zählte, verlor er das königliche Lehen. 1497 hatte Ulrich Sathaner Himmelstein als erbliches Lehen inne. Die Nachkommen Ulrich Sathaners verkauften Himmelstein 1528 an das  Geschlecht der Schlicken. Die Burg Himmelstein verfiel, da die  Grafen Schlick auch die benachbarte Herrschaft Hauenstein erwarben und zum Mittelpunkt der beiden Herrschaften machten. 1547 wurde die Burg Himmelstein als wüst bezeichnet.

## Wege zur Burg
- Die Burg liegt am grün markierten Wanderweg von Stráž nad Ohří nach Vejprty (Weipert). Eine Abzweigung führt auf den Gipfel des Berges Nebesa mit der Burgruine.